# THE END (BLUE ENCOUNTのアルバム)
『THE END』（ジ・エンド）は、BLUE ENCOUNTの2枚目のオリジナルアルバム。

## 概要
初回生産限定盤にはワンマンライブ「LIVER’S 武道館」2016.10.09 at 日本武道館の模様および当日のドキュメンタリー映像を収録したDVDが封入されている。

## 収録内容

### CD (初回生産限定盤・通常盤)
1. THE END
2. HEART
3. Survivor
4. TA・WA・KE
5. ルーキー ルーキー
6. 涙
7. LOVE
8. LAST HERO
9. GO!!
10. スクールクラップ
11. city
12. だいじょうぶ
13. はじまり

### DVD (初回生産限定盤のみ)
1. HALO
2. Survivor
3. はじまり
4. HANDS
5. 1 day document 161009

## TOUR2017 break“THE END”Makuhari Messe 20170320
『 TOUR2017 break“THE END”Makuhari Messe 20170320 』は、BLUE ENCOUNTのライブ・ビデオである。2017年9月6日に発売。形態は、DVD（KSBL-6287）、Blu-ray（KSXL-247）として発売される。全国9都市10公演で行われた各地でのドキュメンタリー映像が収録されている。

### 収録内容
DVD・Blu-ray 
1. THE END
2. HEART
3. DAY×DAY
4. Survivor
5. JUMP
6. ルーキー ルーキー
7. ロストジンクス
8. TA・WA・KE
9. アンバランス
10. スクールクラップ
11. HEEEY!
12. LOVE
13. さよなら
14. 涙
15. city
16. GO!!
17. THANKS
18. LIVER
19. JUST AWAKE
20. ONE
21. もっと光を
22. NEVER ENDING STORY

### 初回仕様特典
- ハイスクールブルエンくんステッカー封入